# Nes kommun, Färöarna
Se även Nes kommun, Akershus i Norge. Se också Nesbyen kommun, före detta Nes kommun i Buskerud, Norge.
Nes kommun (färöiska: Nes kommuna) är en kommun på Färöarna, belägen på ön Eysturoy. Kommunen omfattar förutom centralorten Toftir, även orterna Saltnes och Nes. Kommunen är med sina 1 226 invånare på endast 14 km² Färöarnas befolkningstätaste kommun.

## Befolkningsutveckling
| Befolkningsutvecklingen i Nes kommun 1985–2015 | Befolkningsutvecklingen i Nes kommun 1985–2015 | Befolkningsutvecklingen i Nes kommun 1985–2015 | Befolkningsutvecklingen i Nes kommun 1985–2015 | Befolkningsutvecklingen i Nes kommun 1985–2015 |
| ---------------------------------------------- | ---------------------------------------------- | ---------------------------------------------- | ---------------------------------------------- | ---------------------------------------------- |
|                                                |                                                |                                                |                                                |                                                |
| År                                             |                                                |                                                | Folkmängd                                      |                                                |
| 1985                                           | 1985                                           |                                                | 1 041                                          |                                                |
| 1990                                           | 1990                                           |                                                | 1 139                                          |                                                |
| 1995                                           | 1995                                           |                                                | 1 034                                          |                                                |
| 2000                                           | 2000                                           |                                                | 1 150                                          |                                                |
| 2005                                           | 2005                                           |                                                | 1 224                                          |                                                |
| 2010                                           | 2010                                           |                                                | 1 270                                          |                                                |
| 2015                                           | 2015                                           |                                                | 1 226                                          |                                                |
|                                                |                                                |                                                |                                                |                                                |